# Explorerprogrammet
The Explorer program var USA:s första framgångsrika serie av satelliter. Det började som ett förslag från armén att man skulle placera en vetenskaplig satellit i omloppsbana runt jorden, under det Internationella geofysiska året (1 juli 1957 till 31 december 1958). Detta avslogs först, men togs upp igen efter att Sovjetunionen hade lyckats skjuta upp den första Sputnik-satelliten den 4 oktober 1957.
Fram till mars 2023 hade 103 farkoster skjutits upp av projektet. Av dessa hade 4 misslyckats.